# Dean DeLeo

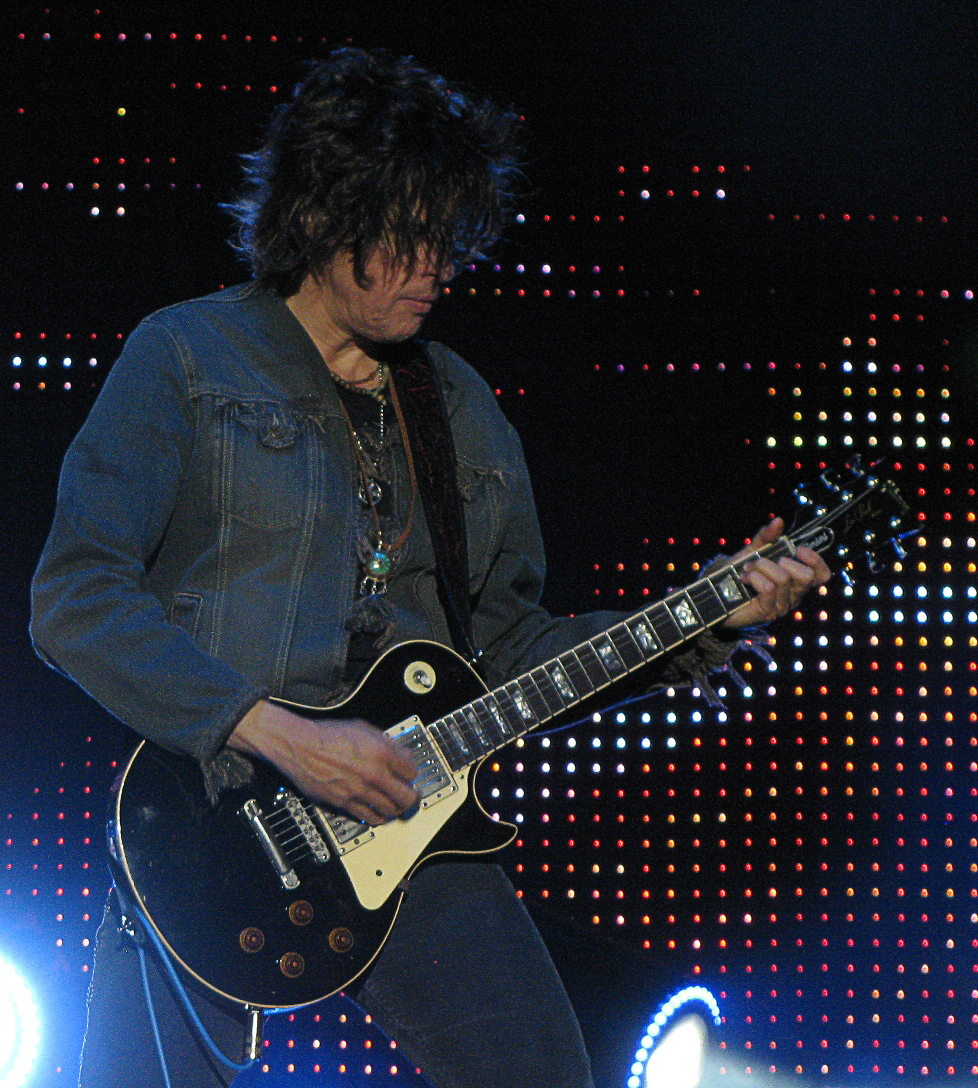
Dean DeLeo (2009)

Dean DeLeo (* 23. August 1961 in Glen Ridge, New Jersey) ist ein amerikanischer Rockgitarrist, der als Mitglied der Grunge-Band Stone Temple Pilots bekannt wurde.
Zusammen mit seinem jüngeren Bruder, dem Bassisten Robert DeLeo, ist er musikalischer Motor der Band und als Komponisten für den wiedererkennbaren Musikstil verantwortlich. Er spielt bevorzugt ältere Les-Paul-Standard- und Fender-Telecaster-Gitarren, wurde jedoch auch schon mit PRS und Gibson J-45 sowie J-100 XT auf den Bühnen gesehen. Als Effekte verwendete er in den 1990er Jahren hauptsächlich den Stereo Chorus BOSS CE-1 und ein modifiziertes Dunlop-Cry-Baby-Wah-Wah-Pedal sowie das Rocktron Intelliverb, die über einen Rockman Octopus Midi Controller gesteuert wurden. Als Verstärker bevorzugte er die Kombination aus Marshall-4x12-Cabinet-Boxen in Verbindung mit einer Demeter-TGP-3-Vorstufe und einem VHT-Classic-Verstärker, für die cleanen Solopassagen. Seine Liveausrüstung kann als einfach aber effektiv beschrieben werden und ist geeignet, auch den Studio-, sprich Albumsound wiederzugeben.
Während der Drogenprobleme Scott Weilands und der dadurch bedingten Pause für die Stone Temple Pilots, gründeten Dean, sein Bruder Robert zusammen mit Schlagzeuger Eric und dem Sänger Dave Coutts das kurzlebige Nebenprojekt Talk Show. Unter diesem Bandnamen wurde jedoch nur ein nach ihm selbst benanntes Album veröffentlicht, da Weiland seine Sucht scheinbar unter Kontrolle brachte und STP wieder gemeinsam arbeiteten und auftraten.
Nach der Auflösung der Stone Temple Pilots spielt er in der Band Army of Anyone, die aus einer kreativen Zusammenarbeit mit Richard Patrick (Filter) im Jahr 2005 hervorging.
Nuno Bettencourt sagte in Gitarre&Bass 02/97: „Für mich persönlich ist Dean DeLeo von den Stone Temple Pilots ein außergewöhnlicher Gitarrist, he’s fucking great! Er spielt coole Soli, hat abgefahrene Sounds und schreibt ungewöhnliche Songs mit noch ungewöhnlicheren Strukturen. Er ist einer der interessantesten Gitarristen, die ich seit langem gehört habe.“